# Gottlieb Friedrich Abel
Gottlieb Friedrich Abel (1763 -  ) foi um botânico alemão .